# Geopark Erz der Alpen
Der Geopark Erz der Alpen, auch UNESCO Geopark Erz der Alpen oder „Erz der Alpen“ UNESCO Global Geopark, ist zum einen ein wissenschaftlich unterstütztes, fremdenverkehrswirtschaftliches Projekt zur Förderung des Tourismus im Bundesland Salzburg, das den Pongau stärker als ehemaliges Bergbaugebiet positionieren soll. Zum anderen soll die Region gleichzeitig als national bedeutendes geologisches Erbe bewusst gemacht werden. Beworben werden Schaubergwerke und Museen sowie Sehenswürdigkeiten der Natur. Beteiligt sind die Gemeinden und Tourismusverbände von Bischofshofen, Hüttau, Mühlbach am Hochkönig und St. Veit im Pongau. Der Geopark Erz der Alpen ist einer von derzeit vier derartigen Geoparks in Österreich (zusätzlich existieren die Geoparks Steirische Eisenwurzen, Karawanken und Karnische Alpen).
Der Geopark hat eine Fläche von 211 km² und liegt größtenteils in der Grauwackenzone (Salzburger Schieferalpen) und hat an den Randgebieten Anteil an den Nördlichen Kalkalpen (Berchtesgadener Alpen) im Norden und an den Zentralalpen (Hohe Tauern) im Süden.

## Entwicklung
Bereits 1995 wurde die Idee eingebracht, den bis in prähistorische Zeiten zurückgehenden Bergbau der Region mit anderen touristischen Attraktionen zu verbinden. In der Folge bildete sich der Verein Erz der Alpen, der die Angelegenheit weiter betrieb. Nachdem zu Beginn der 2010er Jahre auch Investitionen in die Infrastruktur getätigt worden waren, wurde letztlich 2014 der Geopark in die Liste der internationalen UNESCO Geoparks eingetragen, die zum UNESCO-Welterbe zählen, aber kein Schutzgebiet sind.
Im April 2015 wurde in Bischofshofen bei der Paul-Außerleitner-Schanze ein Besucherzentrum in Betrieb genommen. Zur Eröffnung gab es eine Sonderschau zur Himmelsscheibe von Nebra, deren Metall aus einem nahegelegenen Bergwerk im heutigen Mühlbach am Hochkönig gewonnen wurde. Eingerichtet wurde auch ein Themenwanderweg, der Erzweg Kupfer im Bereich der beteiligten Gemeinden.

## Beworbene Objekte

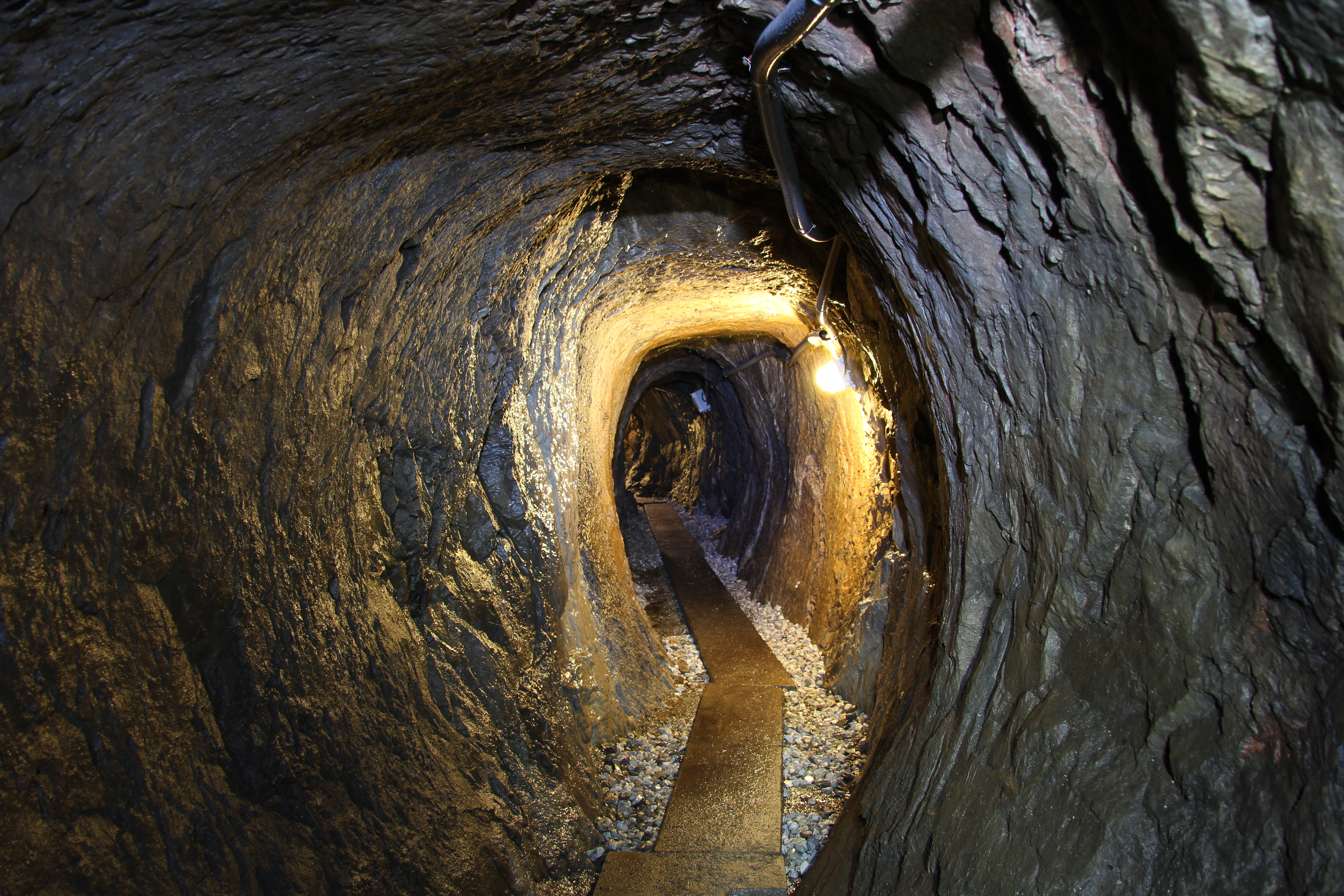
Schaubergwerk Sunnpau

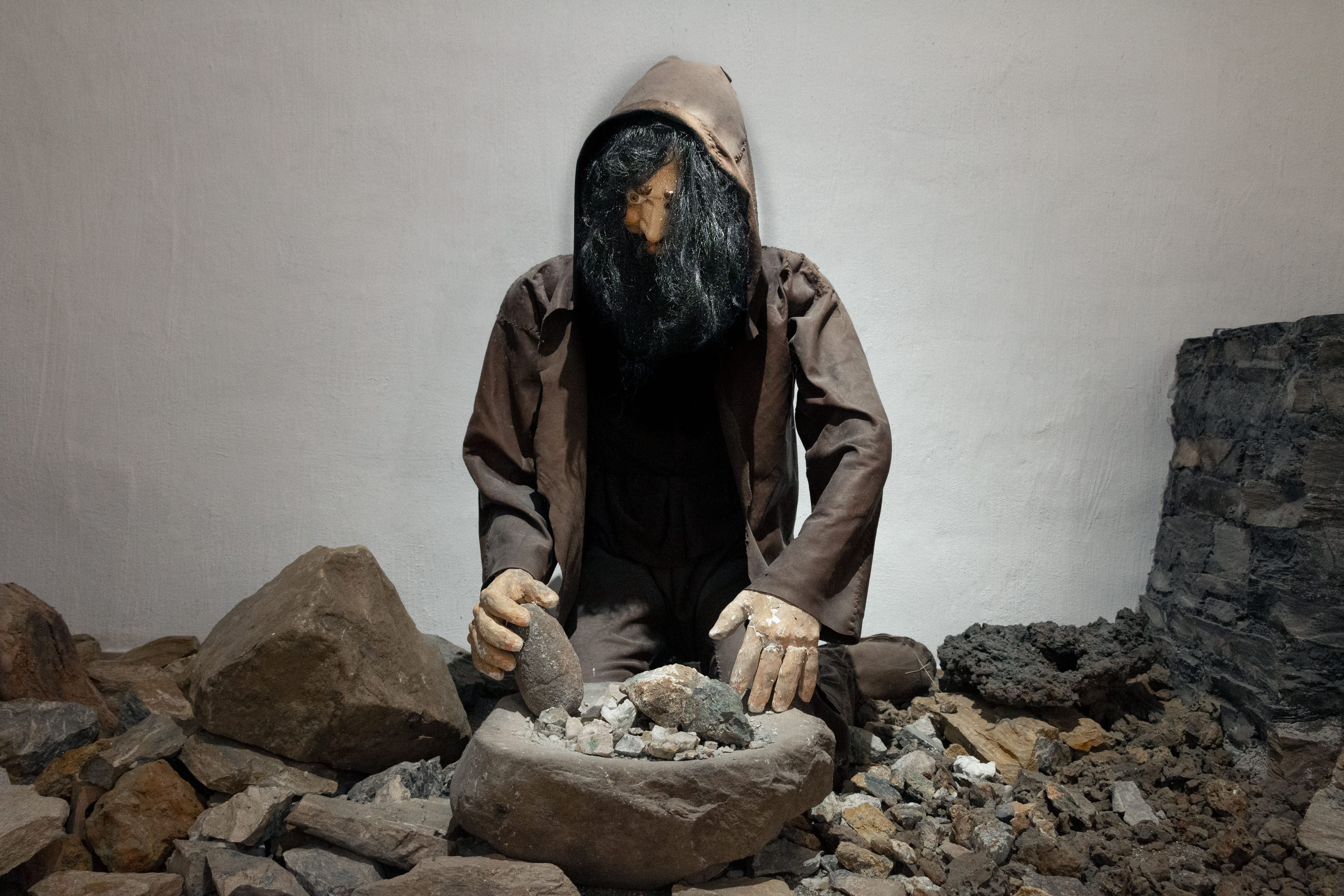
Die Museen des Geoparks stellen Fundstücke und Rekonstruktionen zum Erzabbau aus.

In den Medien werden folgende Einrichtungen beworben:
- Besucherzentrum (Bischofshofen)
- Schaubergwerke und Museen
  - Schaubergwerk Larzenbach (Hüttau)
  - Schaubergwerk Sunnpau (St. Veit im Pongau)
  - Schaustollen Mühlbach (Johanna-Stollen) (Mühlbach am Hochkönig)
  - Schürfbau Lehen (Bischofshofen)
  - Keltenloch (Mühlbach am Hochkönig)
  - Museum Erz, Gold, Minerale (Hüttau)
  - Seelackenmuseum (St. Veit im Pongau)
- Erzweg Kupfer[3]

Der als Erzweg Kupfer bezeichnete Themenweg („Geotrail“) besteht aus fünf Fußwanderetappen, jeweils mit Anschluss an das öffentliche Verkehrsnetz und Unterkunftsmöglichkeiten. Er führt von St. Veit nach Mühlbach, von Mühlbach zum Arthurhaus am Hochkönig, vom Arthurhaus nach Bischofshofen, von Bischofshofen auf das Hochgründeck (Heinrich-Kiener-Haus), letztlich vom Hochgründeck nach Hüttau. Der ausgeschilderte und mit Informationstafeln versehene Weg verbindet die beworbenen Schaubergwerke und Museen mit beliebten Bergrouten. Zusätzlich gibt es einen Mühlbacher Erzweg (auch Mitterberger Erzweg) in Mühlbach am Hochkönig und einen Wasserfallweg in Bischofshofen, die als Teil des Erzwegs tituliert werden.
- Besonderheiten der Natur

Zusätzlich wird in der Bewerbung auf die Schönheit der Natur hingewiesen und im Zusammenhang mit der geologischen Erklärung der Bergbauregion werden Besonderheiten wie die Liechtensteinklamm in St. Johann oder der Gainbachfall in Bischofshofen beworben.
Für Besucher gibt es auch ein Angebot an Führungen.